# Michael Laughlin
Michael Stoddard Laughlin (* 1938; † 20. Oktober 2021 in Honolulu, Hawaii) war ein US-amerikanischer Filmproduzent, Drehbuchautor und Filmregisseur.

## Leben und Werk
Michael Laughlin spielte Basketball an der Stanford University und machte 1960 seinen Abschluss am Principia College in Iowa. In den 1960er-Jahren zog er zeitweise nach London, wo er 1967 mit Bryan Forbes’ Thriller Flüsternde Wände seinen ersten Kinofilm produzierte. In den 1970er-Jahren war Laughlin in den USA Produzent einer Reihe überwiegend unkonventioneller Spielfilme, unter denen Monte Hellmans Rennfilm Asphaltrennen (Two-Lane Blacktop) aus dem Jahr 1971 Kultstatus erlangte.
Mit Anbruch der 1980er-Jahre trat Laughlin selbst als Regisseur und Drehbuchautor in Erscheinung, zunächst mit dem Horrorfilm Blutige Schreie (1981) über mordende Teenager. Zwei Jahre später kam der Science-Fiction-Film Das Geheimnis von Centreville über eine Alien-Invasion in die Kinos, für sein Drehbuch erhielt er eine Nominierung für den Saturn Award in der Kategorie Bestes Drehbuch. Laughlins dritter und letzter Film als Regisseur war das Drama In guten und in schlechten Zeiten mit Jodie Foster über einen historischen Kriminalfall, für das er gemeinsam mit Jerzy Skolimowski auch das Drehbuch schrieb. Sein letzter Credit im Filmgeschäft erfolgte 2001 als Co-Drehbuchautor der Liebeskomödie Stadt, Land, Kuss.
In seinen weiteren Tätigkeiten betrieb Laughlin eine Farm für Sojabohnen und schrieb Radical Golf, einen Ratgeber fürs Golfspielen. Kurz vor seinem Tod stellte Laughlin seine Autobiografie fertig, die noch unveröffentlicht ist. Ab 1969 war Laughlin mit der französischen Schauspielerin Leslie Caron verheiratet, das Paar trennte sich Mitte der 1970er-Jahre und ließ sich 1980 scheiden. Von 1976 bis 1991 war er der Lebensgefährte der Schriftstellerin Susanna Moore. Laughlin starb im Oktober 2021 im Alter von 82 Jahren an Komplikationen einer COVID-19-Erkrankung auf seinem Alterswohnsitz in Hawaii. Er wurde von drei Stiefkindern überlebt.

## Filmografie
Als Produzent
- 1967: Flüsternde Wände (The Whisperers)
- 1968: Joanna
- 1971: Asphaltrennen (Two-Lane Blacktop)
- 1971: Dusty and Sweets McGee
- 1971: The Christian Licorice Store
- 1971: Chandler
- 1976: Die Witwe (Nicole)
- 1977: Paperback

Als Regisseur und Drehbuchautor
- 1981: Blutige Schreie (Strange Behavior)
- 1983: Das Geheimnis von Centreville (Strange Invaders)
- 1985: In guten und in schlechten Zeiten (Mesmerized)

Ausschließlich Drehbuchautor
- 1991: Shanghai 1920 (Shang Hai yi jiu er ling)
- 2001: Stadt, Land, Kuss (Town & Country)

## Bibliografie
- Michael Laughlin: Radical Golf. Crown, 1996. ISBN 978-0-517-88626-7.